# Kolovratská zahrada
Kolovratská zahrada patří mezi palácové zahrady pod Pražským hradem. Prostírá se na strmém svahu za Kolovratským palácem (čp. 154, Valdštejnská ulice č.10) a Malým Fürstenberským palácem (čp. 155, Valdštejnská ulice č.12). Její rozloha je asi 0,07 ha, nachází se v nadmořské výšce 192–225 m n. m. Od ulice a obou paláců je oddělena nádvořím. Je od roku 1964 spolu s Kolovratským palácem chráněnou kulturní památkou.

## Historie
Historie Kolovratské zahrady je podstatně starší, než je doba barokní. Poměrně nenápadná zahrada tvořící úzký pás mezi Velkou Pálffyovskou a Malou Fürstenberskou zahradou se nachází v parkánu bývalého opevnění Malé Strany. Mohutná zed’ na západní straně dělicí Kolovratskou a Velkou Pálffyovskou zahradu je zbytkem fortifikace z období Přemysla Otakara II. Z nalezeného fragmentu brány vystavěné z opukových kvádříků lze podle rozměrů a stupně zachování těchto kvádříků usuzovat, že se při výstavbě opevnění využíval také materiál z některé zbořené románské stavby. Archeologický výzkum odhalil základy terasových zdí Kolovratské zahrady, což umožnilo rekonstrukci jejich původní terasovité podoby.
Vznik zahrady v nynější podobě spadá do 70., nejpozději 80. let 18. století a je pravděpodobně dílem Ignáce Palliardiho, kterému zadala úpravu budov sousedících s tímto prostorem jejich tehdejší majitelka Marie Barbora Černínová z Chudenic (1725–1789). Zahrada měla užitkovou a okrasnou část a protože byla bezprostředně spojena s budovou čp. 155 (pozdějším Malým Fürstenberským palácem), neměla obvyklý parter, ale vlastně dvouúrovňové uspořádání s nástupním baldachýnem. Po svahu vzhůru vede zahradou přímé schodiště a z něj je možné vstoupit na jednotlivé terasy, které původně měly odlišnou výsadbu.
Koncem 18. století vlastnil oba v té době spojené paláce, tedy Kolovratský a Malý Fürstenberský, synovec hraběnky Černínové Jan Arnošt hrabě Schaffgotsch, který je nechal oddělit. Během 19. století pak měnil objekt majitele častěji, až roku 1866 získal část Zdeněk Kolovrat Krakovský (1836–1892, proto tedy Kolovratský palác); druhá část připadla Maxmiliánu Egonovi III. z Fürstenberka (1820–1892). V roce 1858 dal Maxmilián zbořit dům čp. 157 ve Valdštejnské ulici a i za ním v úpatí svahu ležící dům 156. Tím vznikl mezi Kolovratským a Pálffyho palácem nový prostor, který byl zahradně upraven. Nabízel se tak nový průhled na Pražský hrad a západním směrem i na ostatní svahové zahrady.
Zahrada byla rekonstruována po roce 1952 a opětovně v letech 1997–2000.

## Současnost

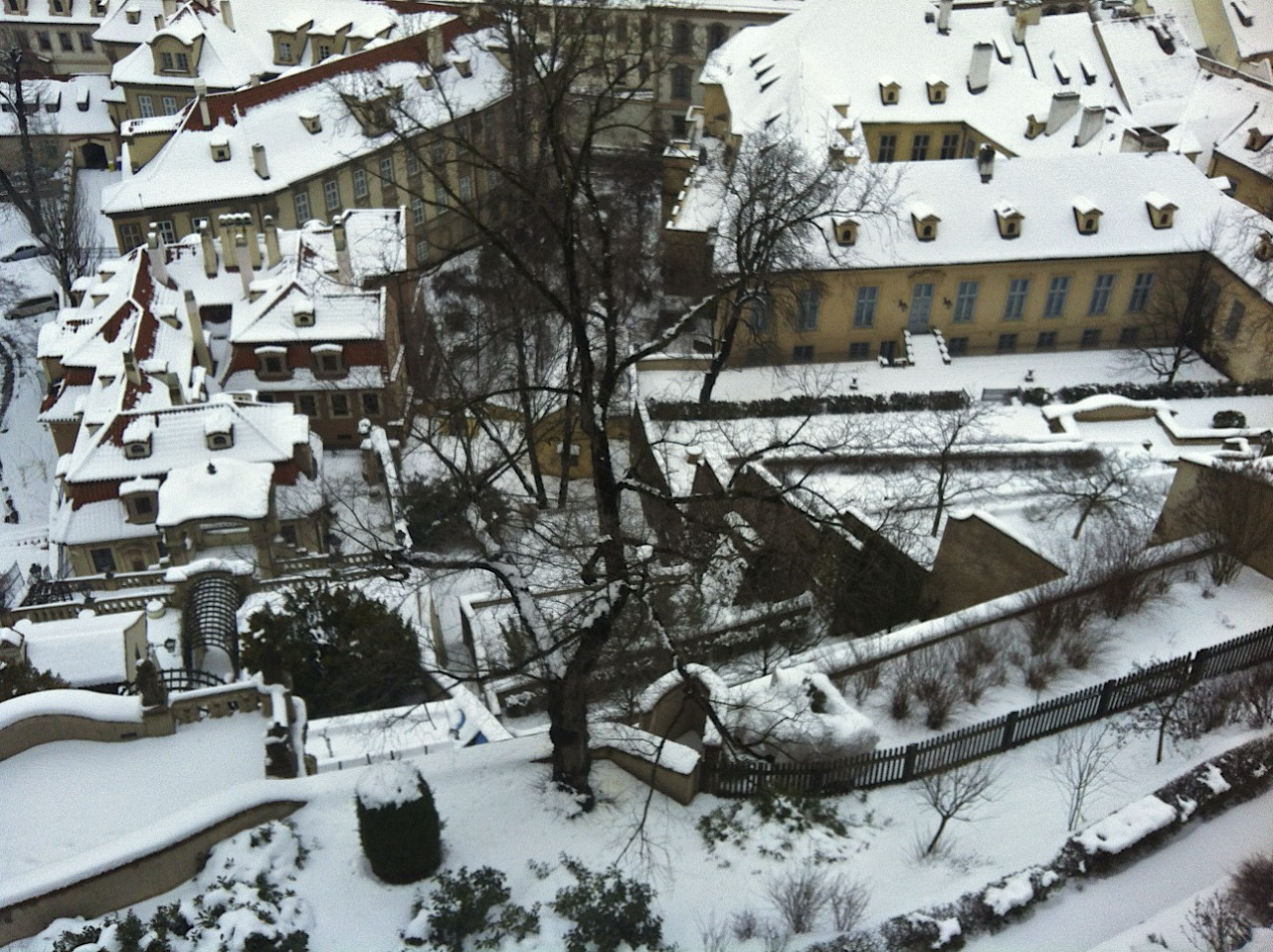
Kolovratská zahrada (za stromem) vklíněná mezi Malou Fürstenberskou a Velkou Pálffyovskou zahradu. Zimní pohled z Opyše.

Při rekonstrukci byly doplněny a opraveny značně poškozené opěrné zdi a úzké schodiště po východní straně zahrady. Celkový strohý charakter užitkové zahrady však byl zachován. Proto se zahradní architektura omezuje na převážně ovocné stromy a trávníky. Ačkoli je vlastní zahrada strohá, je nástupní prostor do zahrady z Valdštejnské ulice skutečně majestátní. Vévodí mu mohutná litinová mříž, rekonstruovaná podle zachovaných podkladů. Vydlážděný prostor zdobí repliky typických pražských luceren. K posezení slouží po prostoru rozmístěné lavičky a k občerstvení kavárnička, která byla vybudována v původním zahradním domku. Na jedné z teras jsou obnoveny skleníky, které jsou zde patrné např. z Langweilova modelu Prahy.
Zahrada byla otevřena pro veřejnost 30. srpna 2000 poté, co proběhla její rehabilitace podle plánů architekta Václava Girsy a Miloslava Hanzla a byly provedeny zahradnické úpravy architektky Ireny Bartošové, stejných architektů, kteří se postarali o obnovu Velké Pálffyovské zahrady.
V nástupním prostoru k zahradě mezi Pálffyovským a Kolovratským palácem byla roce 2015 odhalena busta francouzského prezidenta Françoise Mitterranda.